# Kensington Lima
Kensington Lima je rock sastav iz Zagreba, osnovan 2018. godine.

## Povijest
Osnivač benda je Josip Radić, gitarist, vokal i autor, ujedno i član bendova Valentino Bošković, Beatles Revival Band, Buđenje i Pavel. Uz Radića, Kensington Lima čine Lovorka Sršen (vokal), Danijel Benko (gitara), Karlo Kurtalj (bas) i Jere Šešelja (bubnjevi).
Debitantski album May objavili su u listopadu 2018., a kritika ga je svrstala u žanr cassette pop: "Različiti stilski rukavci i pritoci rock’n’rolla, americane, akustičnog folka i elektronsko-ambijentalnih zvukova objedinjeni su u jedinstveni žanr pod nazivom ‘cassette pop‘ koji slušatelja vraća u vrijeme kazeta, fiksnih telefona i mlinaca za kavu".
Sniman u razdoblju od dvije godine na relaciji Zagreb-Rijeka-Split, album broji 12 pjesama na kojima su, uz Radića i producenta Marka Mrakovčića, sudjelovali Branko Dragičević, Jere Šešelja, Danijel Kadijević, Luka Norac, Lovorka Sršen, Vedran Baotić, Vedran Križan, Davor Capković, Aljoša Šerić, Darko Bakić, Danijel Benko, Hrvoje Prskalo, Olja Dešić, Marko Jurić i Neno Belan čija je pjesma "Lito umire" hrvatski prepjev "Summer's gone" koja zatvara album "May".
Album je bendu priskrbio i nominaciju za novog izvođača glazbene nagrade Porin veljače 2019. godine.
Frontman benda Josip Radić autor je pjesama i suradnik glazbenih imena kao što su Neno Belan, Lovorka Sršen, Yaya, Cambi & TBF...
2021. Kensington Lima objavljuje drugi album "Southbound" koji bendu, između ostalog, donosi i nagradu za Rock&Off izvođača godine.
Treći album, "The Beat That Saved Our Lives", objavljen je u listopadu 2024. Članovi benda opisuju ga kao "dosad najsiroviji album, snimljen uglavnom uživo u studiju".

## Vanjske poveznice
- Službena stranica  Arhivirana inačica izvorne stranice od 22. veljače 2020. (Wayback Machine)
- Facebook
- YouTube
- Bandcamp
- TIDAL
- Deezer
- iTunes
- Spotify